# سمح بافقرة (الضليعة)
'

تعديل مصدري - تعديل

سمح بافقرة هي إحدى قرى عزلة الضليعة بمديرية الضليعة التابعة لمحافظة حضرموت، بلغ تعداد سكانها 58 نسمة حسب تعداد اليمن لعام 2004.